# André Chapelon
André Chapelon (26 de octubre de 1892 - 22 de julio de 1978) fue un destacado ingeniero mecánico francés y diseñador de locomotoras de vapor avanzadas. Graduado por la Ecole Centrale Paris, destacó por aportar a esta actividad un método científico riguroso, siendo uno de los pocos que buscó aplicar teorías y conocimientos actualizados en temas como la termodinámica o la mecánica de fluidos. Su trabajo se convirtió un ejemplo pionero de lo que luego se llamaría vapor moderno, e influyó en el trabajo de muchos diseñadores posteriores de locomotoras de vapor, como el argentino Livio Dante Porta. 

## Vida y carrera
André Xavier Chapelon nació en Saint-Paul-en-Cornillon, Loire, Francia, en 1892. Según sus familiares, su bisabuelo James Jackson emigró a Francia desde Inglaterra en 1812, siendo uno de los muchos técnicos que llegaron a Francia en el siglo XIX para implantar los entonces nuevos métodos de producción de acero.
Logró una distinción en matemáticas y ciencias, y combatió como oficial de artillería durante la Primera Guerra Mundial antes de regresar a la École centrale Paris en 1919, donde se graduó como ingeniero en 1921. Se unió a los Ferrocarriles de París a Lyon y al Mediterráneo (PLM) como meritorio en la sección de material rodante y de tracción en el depósito de Lyon-Mouche. Sin embargo, las malas expectativas hicieron que en 1924 se incorporase a la Sociedad Industrial de Teléfonos, y pronto se convirtió en asistente del gerente. En 1925, se unió al Ferrocarril de París a Orleans (PO), y junto con el ingeniero finlandés Kyösti Kylälä diseñó conjuntamente el sistema de escape para las locomotoras de vapor Kylchap. Si bien sus principios se recibieron inicialmente con escepticismo, la No. 3566, la primera locomotora reconstruida según el diseño de Chapelon, fue un éxito excepcional, y de 1929 a 1936 se reconstruyeron varias otras locomotoras según sus diseños.
En 1934 fue nombrado Caballero de la Legión de Honor y recibió el Premio Plumey de la Académie des Sciences y la Medalla de Oro de la Sociedad Nacional de Fomento de la Industria. A partir de 1938 publicó el libro por el que es más conocido La locomotive à vapeur. 
El 13 de septiembre de 1971 se le nombró vicepresidente de la Sociedad de Locomotoras Stephenson durante una ceremonia celebrada en París.

## Métodos de Chapelon
Chapelon probó sus diseños experimentales a fondo para comprender cómo se comportaban realmente, utilizando los equipos de prueba y detección más precisos y completos disponibles, como la fotografía estroboscópica de alta velocidad para observar el flujo de vapor. 
Anteriormente, pocos ingenieros y diseñadores trataban de entender por qué un cierto diseño funcionaba mejor que otro — simplemente trabajaban por prueba y error, tratando de mejorar las capacidades de las locomotoras anteriores por aproximaciones intuitivas, mediante conjeturas o utilizando teorías y reglas de diseño empíricas. Raramente se habían realizado pruebas adecuadas. 

### Eficiencia
La eficiencia fue una de las principales preocupaciones de Chapelon en el diseño. Algunas de sus locomotoras superaron el 12% de eficiencia, lo que para una locomotora de vapor era algo excepcional. Con mayor eficiencia, podía lograr una mayor potencia en una locomotora más pequeña que quemaba menos carbón, en lugar de fabricar una locomotora más grande para obtener más potencia. 

### Motores compuestos y flujo de vapor
Fue un gran defensor de la locomotora compuesta, y desde 1929 reconstruyó muchas máquinas compuestas del tipo Glehn (diseñadas por Alfred de Glehn), con su propio sistema de composición. Su otro trabajo importante se centró en la optimización del circuito de vapor, incluida la mejora del flujo de vapor al ampliar los pasos y recorridos del vapor, mejorar el flujo a través del engranaje de la válvula y mejorar los sistemas de escape, como su escape Kylchap. 

### Rueda y carril
Chapelon se dio cuenta de que para producir una locomotora eficiente y potente, cada aspecto de la misma tenía que ser mejorado y tratado científicamente. Estudió el comportamiento de las locomotoras a gran velocidad y las propiedades del contacto de la rueda de acero sobre el carril de acero. El resultado de sus investigaciones se utilizaría mucho después en el diseño de los trenes de alta velocidad franceses TGV. 

## Problemas
A pesar de sus habilidades y trayectoria, nunca se le presentó la oportunidad de diseñar una clase de locomotoras completamente nuevas para ser producidas en serie. La administración ferroviaria y los políticos obstaculizaban continuamente sus propuestas. A menudo, sus locomotoras de excelente rendimiento eran tratadas como un motivo de vergüenza por sus superiores, porque mostraban el bajo rendimiento de las locomotoras aprobadas oficialmente.

## Legado
Las ideas de Chapelon pervivieron en el trabajo entre otros de su amigo y protegido el ingeniero argentino Livio Dante Porta,. Se le otorgó el raro honor para un ferroviario extranjero de tener una locomotora eléctrica, Buna ritish Rail Class 86 , con su nombre 
Uno de los diseñadores notables que adoptó sus métodos fue Nigel Gresley, del Ferrocarril de Londres y del Noreste, que utilizó experimentalmente el sistema de escape Kylchap de Chapelon en un pequeño número de locomotoras LNER Clase A4, incluida la locomotora LNER Clase A4 4468 Mallard, que estableció el récord mundial de velocidad para locomotoras de vapor en 1938.
Chapelon visitó Checoslovaquia para asesorar a los diseñadores de locomotoras de los Talleres Škoda cuando comenzó la construcción de la locomotora ČSD clase 476.0, la última locomotora compuesta de origen checo. 
Publicó numerosos trabajos sobre el diseño de locomotoras de vapor, aunque solo su obra más famosa (La locomotive a vapeur, citada anteriormente) ha sido traducida al inglés.

## Locomotoras de Chapelon

### Locomotoras francesas

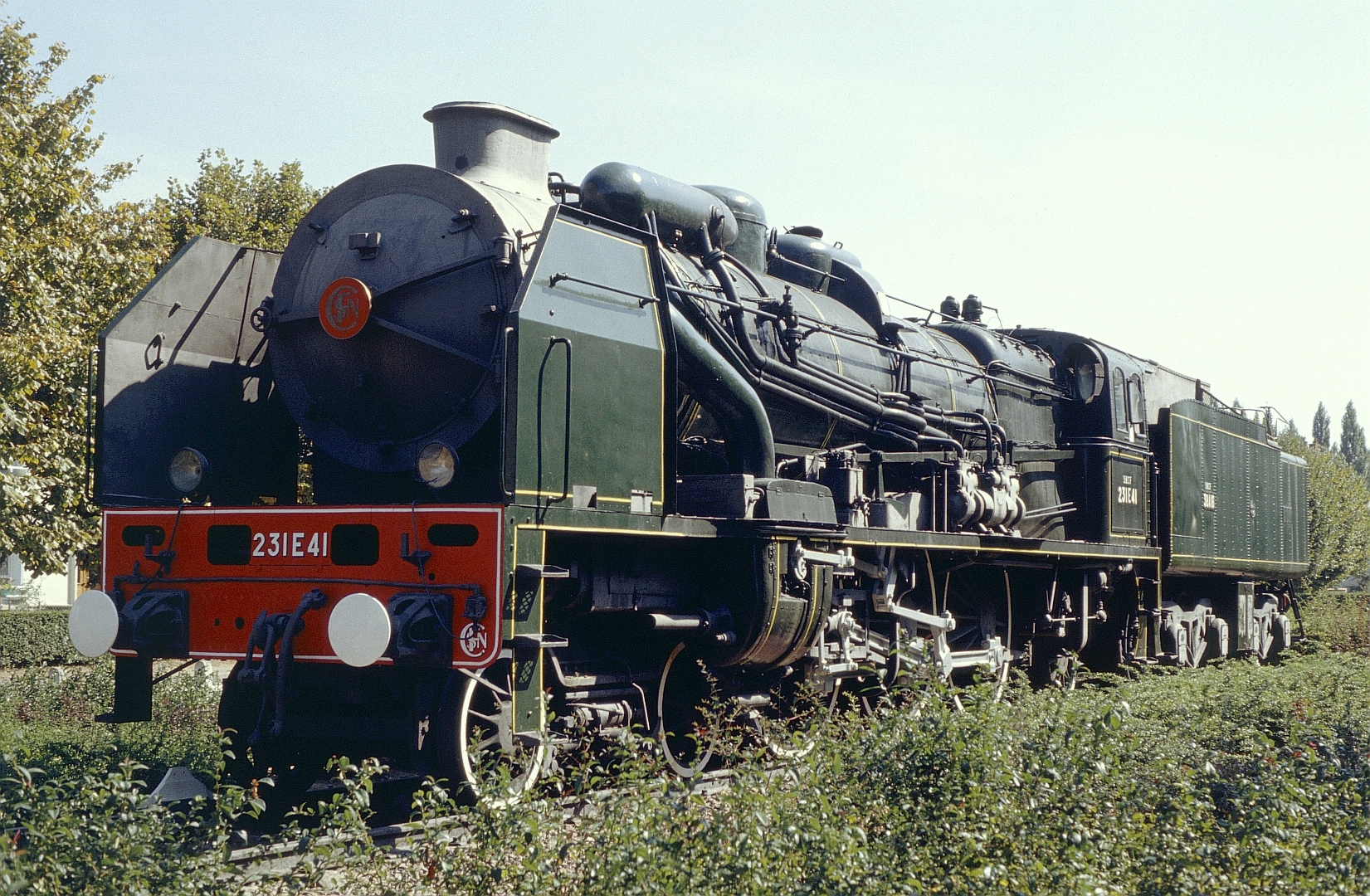
Locomotora 231 E 41 expuesta en St-Pierre-Des-Corps (agosto de 1982)

La primera locomotora reconstruida para incorporar el trabajo de Chapelon fue la PO 4-6-2 3566, que salió de lostalleres de Tours en noviembre de 1929. A raíz del buen resultado obtenido, otras tres series de locomotoras del tipo Pacífico fueron modificadas de manera similar.
Esto fue seguido por una reconstrucción más completa de la Pacífico 4521 como una 4-8-0, completada en agosto de 1932. El éxito de ese trabajo llevó a once reconstrucciones más de las locomotoras numeradas 4701-4712 (más tarde 240 701-240 712). Esas locomotoras producían casi 40   caballos de fuerza indicados continuos por tonelada de peso de la locomotora, lo que probablemente todavía sea un récord mundial.
En 1936 comenzó la reconstrucción de una PO 6000 clase 2-10-0 como 2-12-0, con dos cilindros de alta presión entre los ejes acoplados segundo y tercero montados detrás de cuatro cilindros de baja presión. Se requirió esa disposición inusual del cilindro debido a que el gálibo de carga era demasiado estrecho para acomodar dos cilindros con el volumen necesario para expandir completamente el vapor de baja presión. También se incluyó una etapa adicional de "sobrecalentamiento" entre los cilindros de alta y baja presión, lo que permitió que la locomotora lograra un esfuerzo de tracción de 83 700 libras (372,3 kN).
La máquina 242 A 1 quizás llegó a ser la cima del desarrollo de Chapelon de la locomotora de vapor, una 4-8-4 reconstruida a partir de la máquina Etat 4-8-2 241.101, que retuvo el diseño de 3 cilindros, lo cambió a un sistema compuesto de 3 cilindros e introdujo más mejoras, incluyendo un triple escape Kylchap, dobles válvulas de alta presión y válvulas Willoteaux en los cilindros de baja presión. Terminada en 1946, y con una potencia de salida continua de 5500 ihp, la locomotora era bastante más potente que las locomotoras eléctricas francesas contemporáneas, lo que se tradujo en un rediseño apresurado de las locomotoras eléctricas posteriores, aumentando su potencia en otros 1000 caballos (1013,9 CV). Sin embargo, la locomotora se retiró del servicio en 1960. 
La clase SNCF 240P se encuentra entre los mejores diseños de Chapelon, siendo la locomotora más eficiente térmicamente del mundo en su momento, y se ha dicho que era igual de eficiente que las primeras locomotoras diésel de su tiempo.

### Locomotoras exportadas
Las únicas locomotoras diseñadas por Chapelon para su uso fuera de Francia fueron algunas máquinas de ancho métrico 2-8-4 y 4-8-4 para GELSA (Groupement d'Exportation de Locomotives SA) para su envío a Brasil. Eran locomotoras muy avanzadas, con muchos sistemas modernos estadounidenses, así como con las innovaciones de Chapelon. Era un gran admirador de las capacidades industriales estadounidenses y de la alta calidad resultante de su ingeniería, a pesar de que su trabajo solía ser ignorado en los Estados Unidos. 

### Diseños propuestos
Chapelon tenía varios diseños de locomotoras estandarizadas en el tablero de dibujo, comenzando con su época en el Ferrocarril París-Lyon-Mediterráneo. Ideó diseños completamente nuevos después de conocer a fondo las ideas estadounidenses durante una visita a la factoría de la American Locomotive Company (ALCO) en Schenectady, Nueva York, y después de que se conocieran las características operativas de la 242A1. Se planeó que fueran locomotoras compuestas Sauvage de 3 cilindros, con una gran área de rejilla de 6 m² (65 pies cuadrados), para tareas que requerían alta potencia, y se complementarían con un sistema de expansión simple de dos cilindros con configuraciones de ruedas 2-8-0 y 2-10-0 para tareas menos exigentes. 
El diseño de la locomotora 152 (2-10-4) tenía dos bastidores parcialmente construidos antes de tomar la decisión de electrificar la SNCF y eliminar el vapor. Como resultado, se desecharon antes de finalizarse.
|  |  |  |